# 黒野圀夫
黒野 圀夫（くろの くにお、1921年4月28日 - 2010年10月15日）は、日本の実業家。RKB毎日放送社長を務めた。

## 経歴
兵庫県出身。1943年に陸軍経理学校を卒業し、ビルマに転戦し、主計大尉を務め、終戦を迎える。
1952年にRKB毎日放送の前身であるラジオ九州に入社し、テレビ局長、常務、専務、副社長を経て、1983年6月から1991年6月までに社長を務め、1991年6月から1997年6月までに会長を務めた。
日本民間放送連盟で副会長、監事、顧問を歴任した。
1989年4月に藍綬褒章を受章し、1993年5月に勲二等瑞宝章を受章した。
2010年10月15日、心筋梗塞のために死去。89歳没。没後、正七位から従四位に進階。